# Kęszyce (województwo łódzkie)
Kęszyce – wieś w Polsce położona w województwie łódzkim, w powiecie zduńskowolskim, w gminie Zduńska Wola, w sołectwie Wymysłów. 
Jest tutaj cmentarz 35 żołnierzy austriackich wymienionych z nazwiska (10 polskich nazwisk) i 13 n.n. poległych w listopadzie i w grudniu 1914 r.
Wieś duchowna położona była w drugiej połowie XVI wieku w powiecie sochaczewskim ziemi sochaczewskiej województwa rawskiego. Była wsią klucza kompińskiego arcybiskupów gnieźnieńskich. W latach 1975–1998 miejscowość należała administracyjnie do województwa sieradzkiego.